# 78-varvare

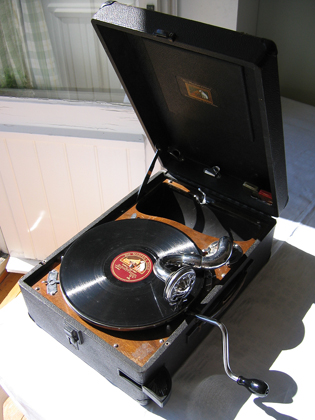
78-varvare från brittiska His Master's Voice på resegrammofon (modell 102) från samma tillverkare.

78-varvare eller stenkaka är en äldre typ av grammofonskiva som var den dominerande typen av fonogram från 1920-talet fram till vinylskivans genombrott på slutet av 1950-talet.

## Benämning
Den samtida benämningen på 78-varvare var bara "grammofonskivor" eller "skivor". Begrepp som "78-varvare" (eller "78:a") och "stenkaka" är retronymer uppkomna först när det äldre formatet började konkurreras ut av vinylskivan. Ett tag efter vinylskivans lansering kallades 78:or ofta för "standardskivor".
Benämningen "78-varvare" syftar på uppspelningshastigheten 78 varv per minut (till skillnad från vinylskivans 33⅓ eller 45). Det återfinns på flera andra språk, bland annat engelska ("78 rpm records", "78s"). Det är egentligen missvisande; från början förekom en mängd olika varvtal på olika fabrikat, och det var först i mitten på 1920-talet som just 78 blev standard. Benämningen "stenkaka" syftar på att skivorna är betydligt hårdare än vinylskivorna. Det ses ibland pejorativt, särskilt av skivsamlare. På tyska används namnet "Schellackplatten" efter det dominerande tillverkningsmaterialet schellack. Inte heller detta begrepp är dock heltäckande eftersom 78-varvare tillverkades i en lång rad olika material (se nedan).

## Historik

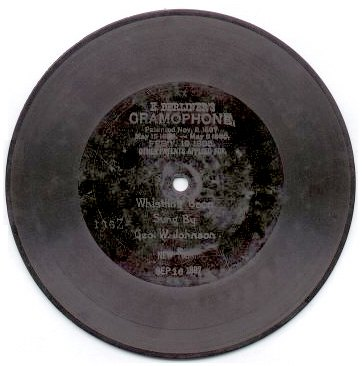
Amerikansk Berliner-skiva från 1897 pressad i hårdgummi.

Den 8 november 1887 erhöll tysk-amerikanen Emile Berliner i USA patent på den första grammofonen och därmed också de första grammofonskivorna. Dessa tidigaste skivor var mycket små – endast 12,5 cm i diameter - enkelsidiga, tillverkade i etsad zink och hade en speltid på endast en minut. De betraktades ursprungligen främst som leksaker och det var också som sådana de började tillverkas kommersiellt av firman Kämmer und Reinhard 1889.
1890 grundade Berliner i USA sitt första egna skivbolag, American Gramophone Company. Det kom dock aldrig i gång med någon mer omfattande verksamhet och följdes i stället cirka 1892–1893 av United States Gramophone Company som på allvar lanserade grammofonen och 78-varvaren kommersiellt med början 1894. Bolaget skulle med tiden omvandlades till Victor, vilket är ett ännu existerande skivmärke inom Sony Music. Företaget öppnade 1898 en engelsk gren, The Gramophone Co. Den engelska grenen följdes samma år av det ännu existerande märket Deutsche Grammophon i Hannover i Berliners hemland Tyskland. Den tyska fabriken blev världens första exklusivt inriktad på massproduktion av just skivor och var inom några år uppe i produktionsvolymer på flera miljoner skivor per år.
Parallellt med Berliners olika företag uppstod även andra tillverkare på båda sidor om Atlanten. I Europa spelades en viktig roll av den i Tyskland bosatte svensken Carl Lindström, som redan 1896 grundat ett företag i Berlin för tillverkning av fonografer och några år senare även började producera grammofoner och skivor under namnet Parlophon. 1911 förvärvade Lindström även Odeon, det märke som 1904 lanserat den första dubbelsidiga grammofonskivan.
Början till slutet för 78-varvaren kom den 21 juni 1948 då Columbia lanserade den första vinylskivan med varvtalet 33 varv/minut. RCA följde efter och lanserade i februari 1949 vinylsingeln med 45 varv/minut. 78:or fortsatte att produceras men i sjunkande antal och 1954 gick försäljningen av vinylskivor för första gången förbi 78-varvarna i USA. De sista 78:orna i detta land spelades in 1957 och större delen av västvärlden följde snabbt efter. I Sverige tillverkade exempelvis det ledande skivbolaget Sonora sina sista 78-varvare 1958. I Asien och Latinamerika fortsatte dock nyproduktion av den äldre skivtypen långt in på 1960-talet och det finns exempel på skivor med Beatles utgivna på 78-varvare i bland annat Indien.
Den sista 78-varvsskivan som släpptes i Sverige har ibland uppgivits vara den som spelades in i oktober 1972 vid invigningen av KB:s utställning över "Sonora 40 år" och utkom i november samma år. På den sjöng Harry Brandelius. Dock släpptes inspelningar från Überbrett'l på Lundakarnevalen 1994 i form av en 78-varvare så sent som 1998 (dock ej som stenkaka utan som en vinylskiva med mikrospår. och Bröderna Trück gav ut en 78-varvare så sent som 2010 med titlarna "Jag har en liten Radiola" och "Semesterjazzen".

## Tekniska variationer

### Vertikal och lateral gravyr
Till skillnad från föregångaren fonografcylindern vars ljudspår var ingraverat vertikalt (det vill säga gick upp och ner) var Berliners skivor graverade lateralt (i sidled), vilket också i sinom tid skulle bli den dominerande standarden bland andra tillverkare. Särskilt under mediets tidigaste historia gjorde problem med olika patent dock att även skivor med vertikal gravyr producerades. De märken som längst och med störst framgång höll kvar vid denna teknik var amerikanska Edison (till 1929) och franska Pathé (till 1932 i Frankrike, till 1925 i övriga länder). Det kan noteras att båda dessa märken hade börjat som tillverkare av fonografer och därför hade vana och erfarenhet av vertikal teknik.
Bland andra mer kända skivmärken som i början av sin existens (fram till ca 1920) av främst legala skäl tvingades använda den vertikala tekniken märks Okeh och Grey Gull. Det fanns också vissa märken som experimenterade med en "universell" gravyr som skulle kunna läsas av grammofoner avsedda för såväl laterala som vertikala skivor. Ett av de skivbolag som gjorde skivor med universalspår var amerikanska The Arto Company, som marknadsförde sina skivor med devisen "universal record plays well on any talking machine". Bolaget använde en metod att gravera ljudspåret i 45 graders vinkel. Arto tillverkade dessa skivor från år 1920 till 1923. Ljudkvaliteten var inte mycket sämre än dåtidens "standard".

### Format och speltid
De tidigaste 78-varvarna var i regel mycket små med kort speltid. Med tiden kom dock framför allt två standardformat att utkristallisera sig: 25 cm (10 tum) respektive 30 cm (12 tum). Speltiden för de respektive formaten var 3 till 3,5 respektive cirka 5 minuter. Det större formatet användes företrädesvis för inspelningar av klassisk musik, medan populärmusik nästan uteslutande förekom på det betydligt vanligare 25 cm-formatet.
Särskilt under sent 1920-tal förekom åtskilliga försök att genom tätare gravyr kunna få in lika mycket speltid som en ordinarie 25 cm skiva på mindre format (i regel 20 cm/8 tum). Problemet med dessa var dock att de tunnare väggarna mellan spåren gjorde att dessa skivor slets snabbare när de spelades med tidens tunga tonarmar. Exempel på märken som helt eller delvis tillverkades i 20 cm-format är brittiska Broadcast och Edison Bell Radio, tyska Orchestrola och de svenska "varuhusmärkena" Dixi och Silverton.

### Enkel- och dubbelsidiga skivor
Fram till 1904 var alla 78-varvare enkelsidiga, det vill säga hade endast gravyr på skivans ena sida. På baksidan pressade man i stället in saker som skivbolagets logotyp eller klistrade på lappar med fakta om den inspelade artisten. Det första bolaget att introducera dubbelsidiga skivor var tyska Odeon och det nya konceptet spred sig snabbt till andra bolag. För vissa typer av inspelningar – främst av klassisk musik med prestigetunga artister såsom Enrico Caruso – bibehölls det enkelsidiga formatet av "exklusivitetsskäl" längre. De sista sådana enkelsidiga skivorna (på Victor och His Master's Voice) kom ut så sent som omkring 1923.

### Tillverkningsmaterial

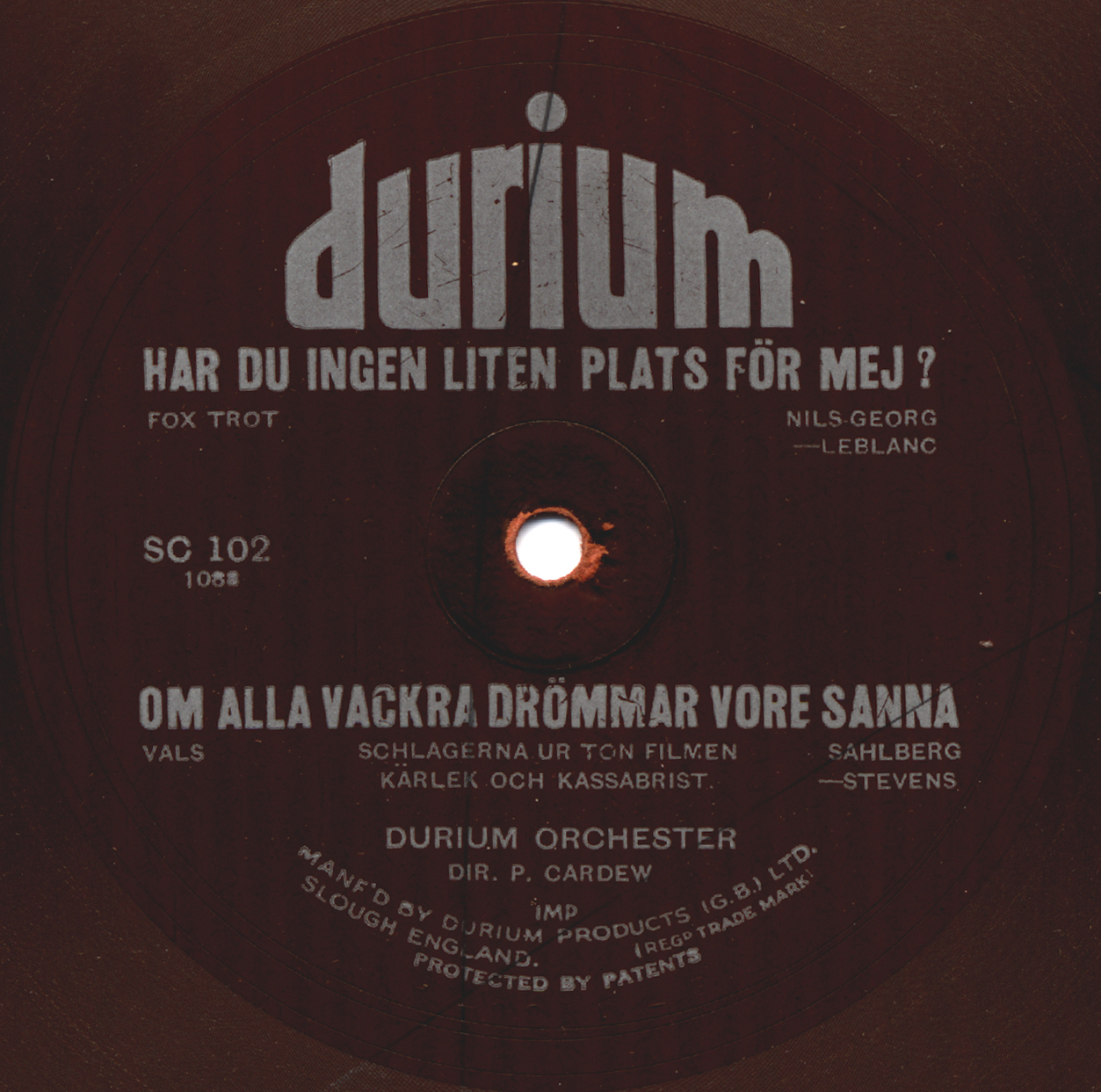
Brittiskproducerad lågprisskiva i materialet durium, utgiven i Sverige som Veckans skiva 1932.

Emil Berliners tidigaste skivor tillverkades, som ovan nämnts, i zink. Vid inspelning överdrogs metallen med en blandning av bland annat bivax där ljudspåret graverades varefter detta sedan etsades in i den underliggande metallen genom ett syrabad. Dessa zinkskivor kunde dock bara framställas i ett exemplar vardera, och för att kunna pressa flera skivor från varje inspelning experimenterade Berliner under de närmaste åren med ett flertal olika material, däribland celluloid och hårt gummi. Från 1895 pressades hans skivor dock konsekvent i en i USA uppfunnen pressmassa. Den exakta sammansättningen varierade från tillverkare till tillverkare, men utgjordes av ungefär två tredjedelar mineralpulver bundet med shellack, med bomullsfibrer som armering. Dessutom tillsattes små mängder glidmedel för att skivorna lättare skulle släppa från pressformarna samt kimrök då den naturliga smutsgrå/brunsvarta färgen från blandningen av skiffer- och kalkstenspulver ansågs oönskad. Det är från detta material den något nedsättande benämningen stenkaka härstammar.
Schellack blev det dominerande men inte enda tillverkningsmaterialet under huvuddelen av 78-eran. Särskilt åren kring 1930 experimenterades med ett flertal andra, delvis lättare och mjukare material. Ett av dessa var durium, ett plastmaterial som pressades i ett tunt lager ovanpå ett underlag av styv papp. Andra bolag som amerikanska Flexo, engelska Goodson och tyska Phonycord tillverkade skivor helt i plast, ofta transparenta och färgglada. Gemensamt för dessa alternativa material var dock att de i regel inte var tillräckligt tåliga mot de tunga och grova avspelningsmekanismer som de flesta av tidens skivspelare var utrustade med.
Från 1940-talet och framåt kom vissa 78:or att pressas i det plastmaterial som senare skulle möjliggöra LP-skivan, vinyl. Till de tidigaste exemplen på detta hör det märke, V-Disc, som det amerikanska försvaret tillverkade särskilt för sina trupper under andra världskriget.

## Andra skivformat
- EP
- LP
- Maxisingel
- Singel

## Klassiska märken
- Sonora, under lång tid det ledande svenska skivbolaget.
- Parlophone, Englands främsta märke inom jazz 1920–1930.
- His Master's Voice, med den berömda etiketten med en hund som lyssnar på en vevgrammofon.
- Odeon, den största tyska skivutgivaren, med export över hela Europa.
- Okeh, var först med musikgenrerna blues, gospel och jazz.
- Columbia, världens äldsta skivmärke.
- Pathé, ett franskt skivbolag som var ett av de ledande i världen mellan 1890 och 1930.
- Brunswick, ett amerikanskt skivbolag med stor produktion även i Europa.
- Rolf Winner Succés, ett skivbolag 1918–1920 som drevs av revykungen Ernst Rolf.